# Dicologlossa hexophthalma
Dicologlossa hexophthalma és un peix teleosti de la família dels soleids i de l'ordre dels pleuronectiformes.

## Hàbitat
Viu en aigües poc fondes però, de vegades, s'ha observat a 150 m de fondària.

## Distribució geogràfica
Es troba a les costes ibèriques de Portugal, Madeira, la costa oest d'Àfrica des de Mauritània fins a Sierra Leone, el golf de Guinea, Congo i Angola. També al Mediterrani Occidental.